# Manettia fimbriata
Manettia fimbriata är en måreväxtart som beskrevs av Adelbert von Chamisso och Diederich Franz Leonhard von Schlechtendal. Manettia fimbriata ingår i släktet Manettia och familjen måreväxter. Inga underarter finns listade i Catalogue of Life.